# Sporting Club lavallois
Le Sporting club lavallois était un club omnisports français comprenant des sections d'athlétisme, de boxe, d'escrime et de rugby.

## Histoire
C'est en 1921 qu'il est décidé de créer le Sporting club lavallois. L'insertion au Journal officiel de la République française paraît le 3 novembre. 
On y trouve dès 1922, des transfuges de la section athlétisme du Stade lavallois : André Labat, qui fait partie aussi de l'équipe de rugby et Eugène Miaille. En 1922, Charles de la Tour d'Auvergne Lauragais et Jean des Valettes sont présidents d'honneur. Le président est M. Coupé-Montels. 
La section de boxe est créée en 1922 avec Pierre Coste.
L'équipe de rugby remporte quatre fois le championnat de Bretagne, puis trois fois par le Stade lavallois qui fusionna avec. C'est seulement lors de la saison 1926-27 qu'il est détrôné de la première place par le Rugby Club rennais.
En 1922, la composition de l'équipe de rugby rencontrant le Angers SCO est :
- Avants : Sauve, Coste, Mary, Château, Choulet, Dauge, Viaux[2], Serres. — Demis : Trigodet[3], Chouteau. — Trois-quarts : Labat, Mateille, Piquemal[4], Trigollet[3]. — Arrière ; Vannier.

Le 6 janvier 1924, le club fusionne avec le Stade lavallois omnisports, laissant leurs divergences de côté. La nouvelle société sportive prend le nom de Stade lavallois, et son comité comporte 25 personnes choisies dans les deux clubs.
Les activités sportives sont désormais football, rugby, athlétisme, boxe, escrime, tennis et natation. Le président est Léon Boüessé, les vices-présidents MM. Carru, de la Vaissière et Brault.